# Стонис, Модестас
Модестас Стонис (лит. Modestas Stonys; род. 17 января 1980) — литовский футболист, вратарь. Выступал за сборную Литвы.

## Биография
В начале взрослой карьеры выступал за клубы Каунаса. В дебютном для себя сезоне 1998/99 в высшей лиге Литвы сыграл 22 матча за «Кауно Егеряй», в дальнейшем также играл за этот клуб, выступавший уже в первой лиге. В 1999 году сыграл первый матч за сильнейшую команду города тех времён — «ФБК Каунас», позднее выступал за местные «Кареду» и «Инкарас». В июне 2001 года сыграл два матча в Кубке Интертото в составе «Экранаса» (Паневежис), а часть сезона 2002 года провёл в «Сакаласе» (Шяуляй). В ходе сезона 2002 года вернулся в «ФБК Каунас», где за полтора сезона сыграл 6 матчей. С «Каунасом» в 1999, 2002, 2003 годах становился чемпионом Литвы. В 2004—2005 годах выступал за «Шилуте».
В 2006 году перешёл в таллинскую «Левадию», за сезон сыграл 11 матчей в чемпионате Эстонии и стал чемпионом страны. В 2007 году завоевал очередной титул чемпиона Литвы с «Каунасом», сыграв в сезоне 7 матчей, а в 2008 году выступал за «Атлантас» (Клайпеда). В 2009—2010 годах снова играл в Эстонии, на этот раз за «Нарва-Транс» и со своим клубом стал двукратным бронзовым призёром чемпионата.
После возвращения в Литву несколько лет выступал в первой лиге за «Летаву» (Ионава), в 2012 году стал победителем первой лиги. Также во второй половине 2011 года был в составе «Каунаса», но на поле не выходил, а часть сезона 2012 года провёл в клубе четвёртой лиги «Висас Лабас» (Каунас). В 2015 году перешёл в каунасский «Спирис» (позднее — «Кауно Жальгирис»), в его составе провёл три года, но только в последнем сезоне был регулярным игроком основы. Полуфиналист Кубка Литвы 2014/15.
По окончании сезона 2017 года завершил профессиональную карьеру. В дальнейшем выступает в ветеранском чемпионате Литвы.
Всего в высшем дивизионе Литвы сыграл 170 матчей, в высшем дивизионе Эстонии — 51 матч.
Призывался в молодёжную сборную Литвы. В национальной сборной Литвы сыграл единственный матч 21 августа 2002 года против Израиля (2:4), заменив на 89-й минуте Эдуардаса Курскиса.

## Достижения
- Чемпион Литвы: 1999, 2002, 2003, 2007
- Чемпион Эстонии: 2006
- Бронзовый призёр чемпионата Эстонии: 2009, 2010